# Vinsten (musikgrupp)
Vinsten är en svensk musikgrupp bildad 2012 bestående av Calle Wachtmeister och Niklas Benjaminson. Gruppens låt Luckiest Girl var soundtrack till tv-serien Portkod 1321.